# گمینا کاچوره
گمینا کاچوره (به لهستانی:  Gmina Kaczory) یک گمینا در لهستان است که در شهرستان پیوا واقع شده‌است. گمینا کاچوره ۱۵۰٫۰۱ کیلومتر مربع مساحت و ۷٬۵۲۶ نفر جمعیت دارد.